# Тафт, Хелен
Хелен Луиза Херрон Тафт (англ. Helen Louise Herron Taft, 2 июня 1861 — 22 мая 1943) — жена президента Уильяма Говарда Тафта и Первая леди США с 1909 по 1913 год.

## Биография
Родилась в Цинциннати, Огайо, в семье судьи Джона Херрона (1827—1912), партнёра Резерфорда Хейза, и Гарриет Коллинз-Херрон (1833—1901). Окончила Цинциннатскую музыкальную школу, в которой преподавала непродолжительное время. Вместе со своими родителями, в 1877 году, она присутствовала на праздновании 25 годовщины свадьбы президента Резерфорда Хейза. Её дед, Эл Коллинз, и дядя, Уильям Коллинз, были членами Конгресса.
Два года спустя, на бобслейной партии она встретила Уильяма Говарда Тафта; ему было 22 года, Хелен 18 лет. В апреле 1885 года Тафт сделал ей предложение руки и сердца, на которое она ответила положительно в мае.

## Свадьба
Свадьба Тафта и Хелен состоялась 19 июня 1886 года в доме родителей невесты в Цинциннати. Молодожёнов обвенчал преподобный Ходж из Завенсвилль, Огайо. Младший брат Тафта, Гораций, был его шафером. Прежде чем отправиться на три месяца в тур по Европе, один день медового месяца пара провела в Нью-Йорке, четыре в Си-Брайт, Нью-Джерси.
По возвращении они поселились в Цинциннати. Миссис Тафт поощряла политическую карьеру мужа. Она приветствовала каждый шаг в его карьере: судья штата, Генеральный поверенный США и Федеральный окружной судья. В 1900 году Тафт согласился перейти на должность американского гражданского губернатора в Филиппины. Путешествия с мужем, который в 1904 году стал Военным министром США, принесли ей расширенный интерес к мировой политике и в космополитическом кругу друзей.

## Дети
У четы Тафт было трое детей:
- Роберт Альфонсо Тафт (1889—1953) — политический лидер
- Хелен Тафт (1891—1987) — педагог
- Чарльз Фелпс Тафт (1897—1983) — общественный деятель

## Первая леди США

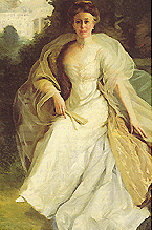
Официальный портрет Тафт в Белом доме.

Тафт была первой среди жён президентов, кто присутствовал на инаугурации мужа. Через два месяца после переезда в Белый дом, миссис Тафт перенесла инсульт, от которого так и не оправилась. С помощью сестры три раза в неделю принимала гостей в Красном зале Белого дома. На юбилей свадьбы 19 июня 1911 года было приглашено 8000 гостей. Миссис Тафт организовала посадку 3000 японских вишнёвых деревьев, украшающих бассейн Белого дома; с помощью жены японского посла она посадила первые два дерева на торжественной церемонии 27 марта 1912 года. Сухой закон стал основной темой обсуждения, так как гостей в Белом доме всегда угощали вином. Сам бывший президент был против запрета на алкоголь, но всегда был трезвенником. С назначением Тафта в Верховный суд США, Хелен стала единственной, кто был Первой леди и женой Главного судьи США.

## Смерть
Хелен Тафт умерла 22 мая 1943 года и похоронена рядом с президентом на Арлингтонском национальном кладбище.